# 손주흥
손주흥(1990년 3월 7일 ~ )은 대한민국의 전직 스타크래프트 프로게이머로, 화승 OZ 소속의 테란 유저였다. 아이디는 Lomo[fOu]이다.
2006년 하반기 드래프트에서 르까프 OZ(현 화승 OZ)의 2차 지명으로 입단하였다.
2007년부터 프로리그에서는 팀플전에서 꾸준히 출전을 계속했었고, 개인리그는 곰TV MSL 시즌3에 진출, 16강에 올랐으나 이후 별다른 활약이 없어 크게 주목받지 못하였다. 그러나 최근 진출한 아레나 MSL 32강에서 우승자 출신의 테란 유저 박성균(위메이드 폭스)을 뛰어난 레이스 컨트롤과 엄청난 심리전으로 완파하면서 화제를 불러일으켰고, 16강 한상봉(웅진 스타즈)전에선 현란한 레이스 컨트롤을 선보이며 2:0으로 압승했다. 8강진출을 성공하며 리그의 다크호스로 떠올랐다. 5전제로 치러진 8강에선 당대 최강의 테란 이영호(KT 롤스터)와 풀세트까지 가는 접전 끝에 아깝게 2:3으로 석패하였다.
학력 위조 사건으로 한바탕 이슈를 불러일으킨 신정아 전 동국대 교수와 닮은 외모로 '신정아 테란'이라는 별명을 가지고 있었고, 많은 경기에 출전하지 않고도 남다른 경기력을 선보여 '비밀병기'라는 별칭도 얻었다.
신한은행 프로리그 08-09에서도 좋은 모습이 기대됐으나, 클럽데이 온라인 MSL 2008 32강 조기 탈락 때문인지, 그 이후로는 프로리그에서도 거의 패만 하고, 개인리그도 예선에서 무너지며 부진을 겪었다.
하지만 신한은행 프로리그 08-09 결승전 2차전 6경기에서 괴수 도재욱(SK텔레콤 T1)을 상대로 타이밍러쉬를 실패하였음에도 불구하고 후반에 엄청난 물량공세를 모두 막아내며 역전승, 이날 최고의 기량을 선보였다. 하지만 그 뒤로는 출전 기회가 희박해지면서 드물게 프로리그에 출전하였고, 그나마 출전하는 족족 거의 패배만 하였다. 2010년에는 공식전 12연패라는 불미스런 기록까지 세웠다.
2011년 10월 화승 OZ가 해체됨에 따라 2011년 11월 4일 은퇴가 공시되었다.
2011년 11월 17일, 의경으로 입대하였고 2013년 8월 16일에 제대했다.

## 주요 경력
- 2006년 제23회 커리지 매치 입상
- 2007년 곰TV MSL 시즌3 16강
- 2008년 아레나 MSL 2008 8강
- 2008년 곰TV TG삼보-인텔 클래식 2008 시즌1 8강
- 2008년 클럽데이 온라인 MSL 32강
- 2009년 박카스 스타리그 2009 36강
- 2010년 대한항공 스타리그 2010 Season 1 36강